# 니시 고스케
니시 고스케(일본어: 西 晃佑, 1998년 4월 8일~)는 일본의 축구 선수이다.

## 구단 경력
그는 2017년 J3리그의 카탈레 도야마에 입단했다. 2018년 7월 일본 지역 리그의 도야마 신조 클럽로 이적했다.